# Halo (Band)
Halo ist eine australische Metal-Band aus Melbourne, die 1997 gegründet wurde. Sie hat inzwischen ihren Sitz ins englische London verlegt.

## Geschichte
Die Band wurde 1997 gegründet und bestand anfangs aus dem Bassisten und Sänger Skye Klein, dem Schlagzeuger Robert Allen, dem Bassisten David Ryan und dem Gitarristen und Sänger George „Hatzis“ Hatzigeorgiou. Im folgenden Jahr schloss sich über Embryo Recordings das selbstbetitelte Debütalbum an. Nachdem Hatzigeorgiou die Besetzung verlassen hatte, erschien 1999 das Album Massive Corporate Disease. Danach verließ auch Ryan die Gruppe, ehe noch im selben Jahr Guattari (From the West Flows Gray Ash and Pestilence) erschien. Das Album wurde 2001 über Relapse Records wiederveröffentlicht, wodurch es das erste Album von Halo war, das in den USA erschien. In der Zwischenzeit wurde im Jahr 2000 das vierte Album unter dem Titel Degree Zero Point of Implosion bei Embryo Recordings veröffentlicht. 2003 wurde über Relapse Records das Album Body of Light veröffentlicht, danach ging es 2006 mit Pig Destroyer auf eine Europatournee. 2014 erschien die EP Gods of Sound in Eigenveröffentlichung.

## Stil
Für William York von Allmusic spielt die Band eine düstere und langsame Mischung aus Industrial und Sludge, wodurch die Gruppe oft mit Godflesh oder Swans verglichen worden sei. Die Musik bestehe größtenteils aus Improvisation, die lose in eine grobe Struktur eingebunden sei. Der Klang sei roh und kompromisslos. Die Gruppe mische die Instrumente herunter, sodass man das Gefühl habe, zusammen mit der Band in einem Raum zu sein. In seiner Rezension zu Body of Light schrieb York, dass das Album auf einer Grundlage von Industrial Metal aufbaue, wobei man jedoch nicht an Bands wie Rammstein oder Nine Inch Nails denken solle, da Halo viel grotesker, schwerfälliger und roher sei. Besonders beeindruckt zeigte er sich durch den Bass, bei dem der Verstärker voll zum Einsatz komme. Der Gesang sei harsch und werde Gebrüll, wobei er nur sparsam eingesetzt werde. Die Texte seien so hasserfüllt und negativ, dass sie schon gelegentlich an die von Whitehouse heranreichen würden. Brian Giffin fasste die Musik der Band in seiner Encyclopedia of Australian Heavy Metal als eine Mischung aus Ambient, Drone Doom, Sludge und Noise zusammen. Der Klang sei oft als eine Kombination aus Godflesh und Sunn O))) beschrieben worden. Die Songs besäßen fast keine Struktur, seien kaum anzuhören und fast nicht einzuordnen.

## Diskografie
- 1998: Subliminal Transmissions (Album, Embryo Recordings)
- 1999: Massive Corporate Disease (Album, Embryo Recordings)
- 1999: Guattari (From the West Flows Grey Ash and Pestilence) (Album, Eigenveröffentlichung)
- 2000: Degree Zero Point of Implosion (Album, Embryo Recordings)
- 2002: Agoraphobic Nosebleed / Halo (Split mit Agoraphobic Nosebleed, Relapse Records)
- 2003: Body of Light (Album, Relapse Records)
- 2004: Live 06:06:01 (Live-Album, Embryo Recordings)
- 2014: Gods of Sound (EP, Eigenveröffentlichung)